# Wet tot regeling van het armbestuur
De Wet tot regeling van het armbestuur, ook bekend als Wet op het armbestuur, van 28 juni 1854 is een Nederlandse wet die opgesteld werd na de grondwetsherziening van 1848, die ertoe dwong de armenzorg wettelijk te regelen. De wet regelde dat het zwaartepunt van de armenzorg bij de kerken kwam te liggen en dat gemeenten slechts een aanvullende rol hadden. 
Hulpbehoevenden die niet tot een kerkelijke gezindte behoorden in geval van 'volstrekte onvermijdelijkheid', kregen recht op bedeling door een overheidsorgaan (in de praktijk de gemeente). Belangrijk onderdeel was dat de geboorteplaats doorslaggevend was wie voor de armenzorg diende zorg te dragen. Grote steden, waar de armen vaak naartoe vluchtten, hoefden daardoor niet in te staan voor ondersteuning. In de praktijk werkte deze regeling niet. Daarom werd de wet in 1870 aangepast, waarbij de kerk in de plaats waar de aanvrager woonde voor de zorg diende op te draaien. Dat had tot gevolg dat diverse lokale kerken de zorg financieel niet meer aankonden. Daaruit kwam weer voort dat de steden, zoals Amsterdam, alsnog meer en meer betrokken werden bij de hulpverstrekking.
De armenwet was de opvolger van het Armenwetje van 1818. In 1912 werd opnieuw een herziene wet ingevoerd, op initiatief van minister Heemskerk. Deze wet werd in 1965 afgeschaft en verplichtte onder andere dat naaste familieleden verplicht waren elkaar bij te staan. Niet alleen ouders kinderen, maar ook kinderen waren verplicht hun ouders bij te staan.

## Afbeeldingen

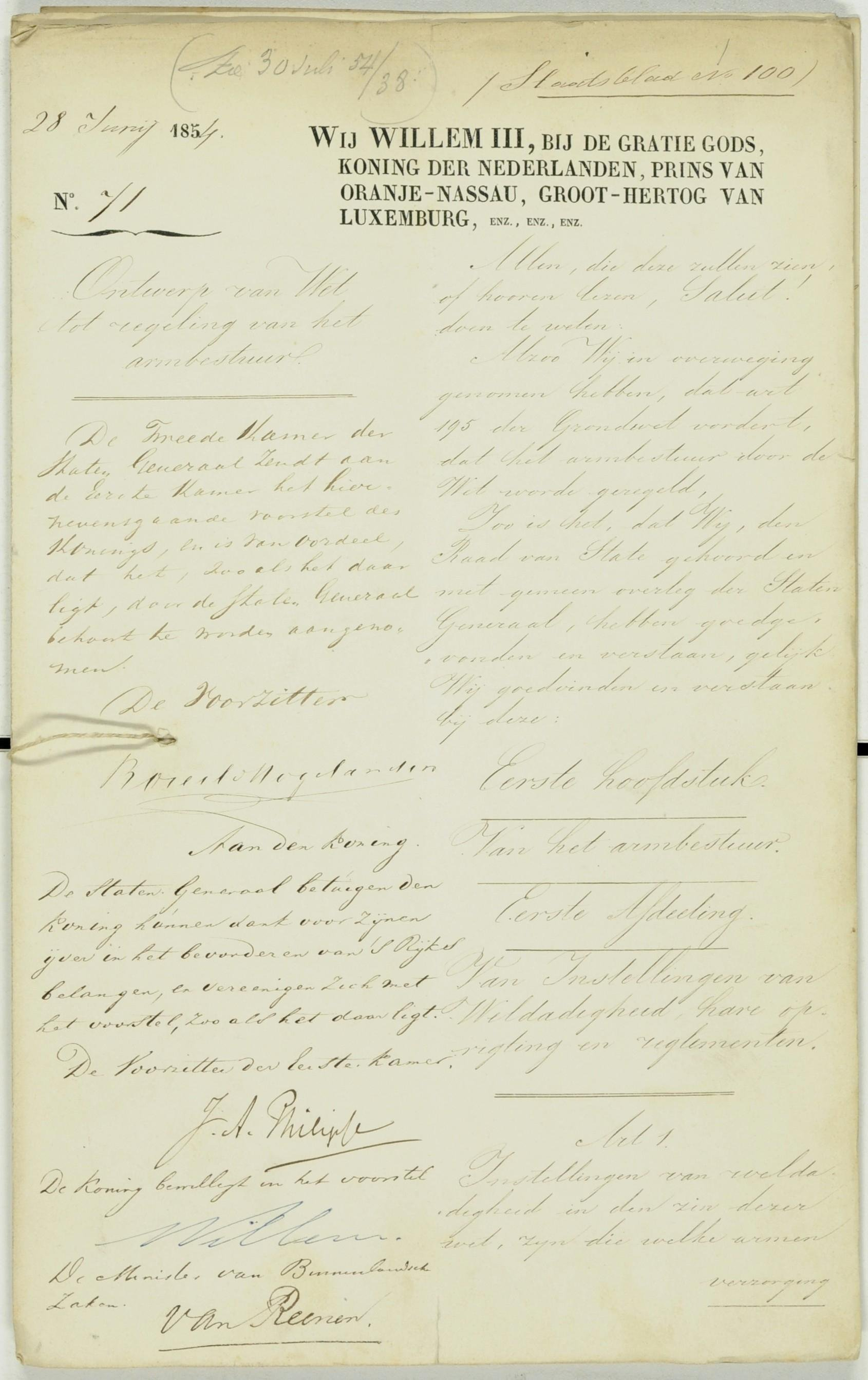
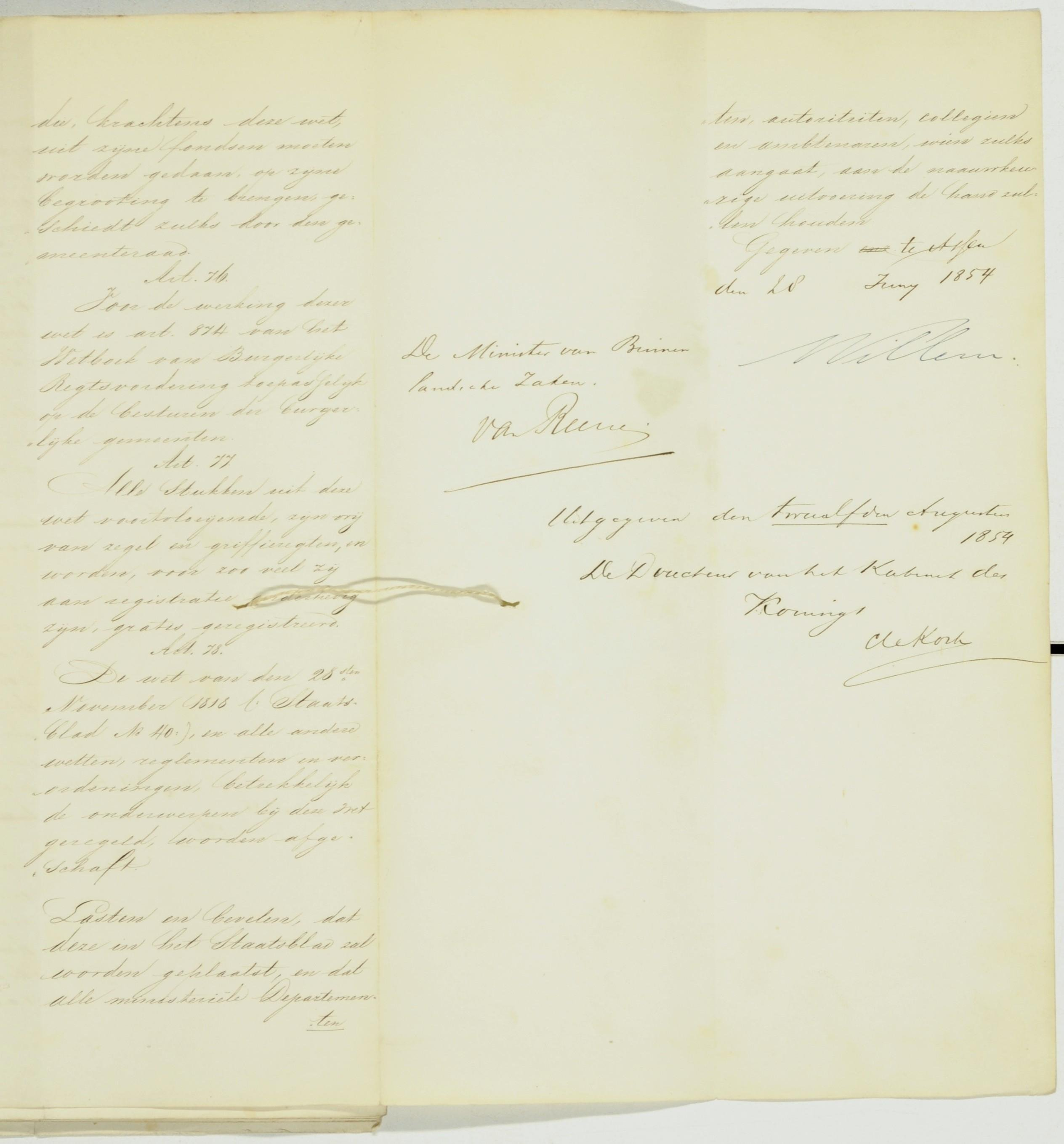